# کارلهاینتس نویمان
کارلهاینتس نویمان (آلمانی: Carlheinz Neumann; ۲۷ نوامبر ۱۹۰۵ – ۱۹ مهٔ ۱۹۸۳) قایقران روئینگ  اهل آلمان بود.